# Bruch
Bruch (en catalán y oficialmente El Bruc) es un municipio de Cataluña, España. Perteneciente a la provincia de Barcelona, en la comarca de  Noya.
Tiene una población de 1988 habitantes (INE 2017), que reciben el gentilicio de bruguenses, y un término municipal de 47,21 km². Se encuentra a una altitud de 452 m, dista 47 km de Barcelona. Cuenta con cinco núcleos de población: Bruch, Bruch Residencial, Monserrat Parque, San Pablo de la Guardia y Las Casas de Don Massachs.

## Geografía
Integrado en la comarca de Noya, se sitúa a 52 kilómetros de la capital catalana. El término municipal está atravesado por la autovía del Nordeste A-2 entre los pK 566-571 y en el pK 573, además de por la antigua carretera N-II y por la carretera provincial BP-1101 que se dirige al Parque Natural de la Muntanya de Montserrat. 
El relieve del municipio está caracterizado por la vertiente occidental de la montaña de Montserrat, que tiene continuación con el abrupto terreno de la zona oriental de la comarca de Noya, en donde destaca el Coll del Bruc en el límite con Castellolí, bajo el que se encuentra el túnel del Bruc. Son numerosos los torrentes y rieras que descienden de las montañas cercanas. La altitud oscila entre los 1236 metros de la montaña Montserrat, en pleno macizo de Montserrat y en el Parque Natural de la Muntanya de Montserrat y los 370 metros a orillas de la riera de Pierola. El pueblo se alza a 480 metros sobre el nivel del mar. 
| Noroeste: Castellfollit del Boix | Norte: Sant Salvador de Guardiola | Noreste: Marganell                       |
| Oeste: Castellolí                |                                   | Este: Monistrol de Montserrat y Collbató |
| Suroeste: Piera                  | Sur: Els Hostalets de Pierola     | Sureste: Collbató                        |

## Demografía
Bruch cuenta con una población de 2288 habitantes (INE 2024).
| Gráfica de evolución demográfica de Bruch entre 1842 y 2021 |
| |
| Población de derecho según los censos de población del INE. Población de hecho según los censos de población del INE.En estos censos se denominaba Bruch: 1842, 1857, 1860, 1877, 1887, 1897, 1900, 1910, 1920, 1930, 1940, 1950, 1960 y 1970. |

## Cultura

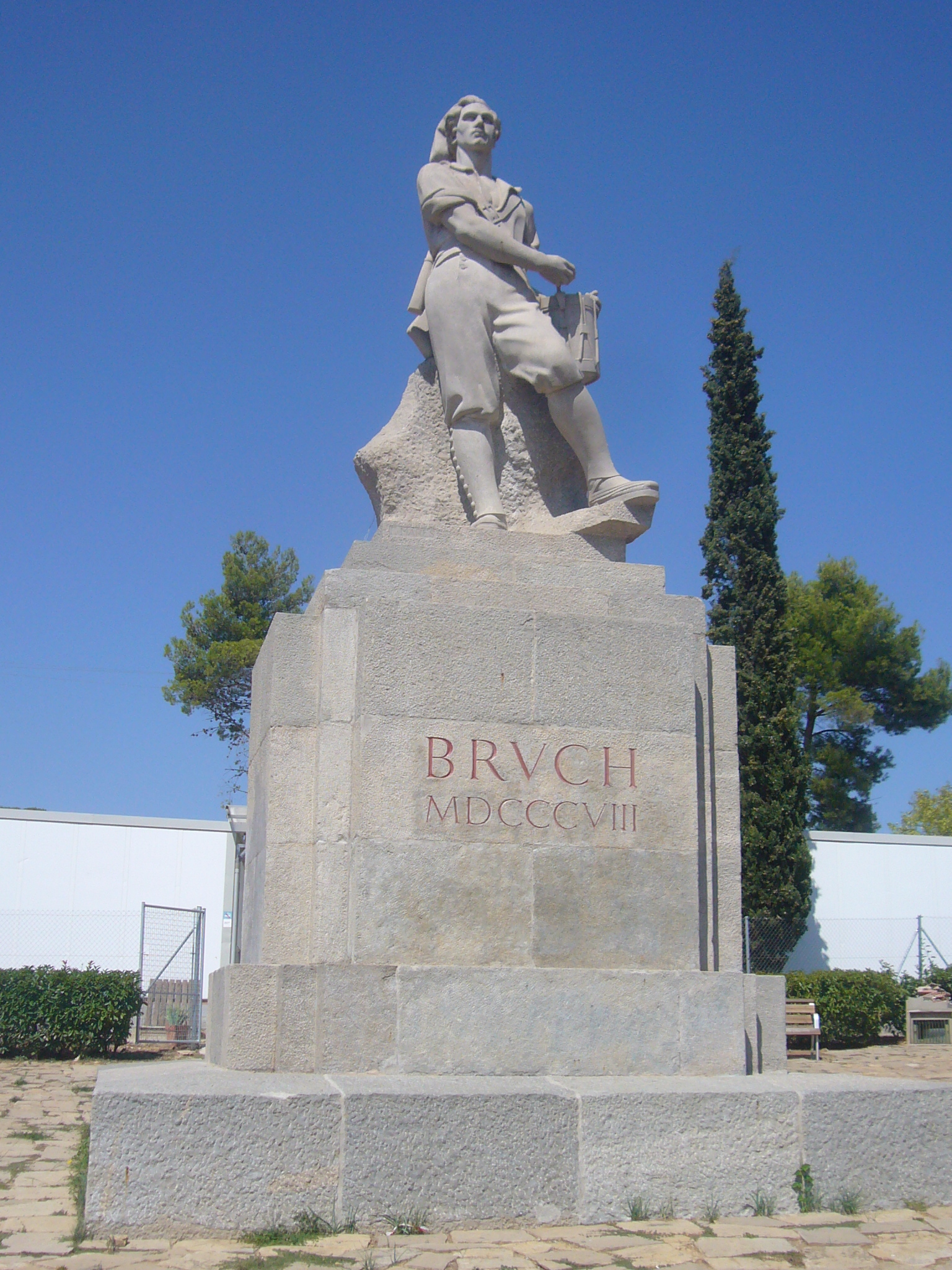
Monumento al tamborilero del Bruch

- En sus inmediaciones tuvieron lugar los combates conocidos como batalla del Bruch, en 1808 durante la Guerra de la Independencia Española.
- Bruch o Bruc es el nombre catalán del brezo, que es un arbusto de la familia de las ericacias.
- El conocido Toro del Bruch (derribado por grupos nacionalistas desde hace ya algún tiempo) es uno de los 92 toros de Osborne que hay repartidos por España, es bien de interés cultural y está ubicado en el p.k. 576,2 de la autovía del Nordeste A-2 (Madrid-La Junquera).